# Avenue de l'Indépendance (Santiago du Chili)

L'avenue de l'Indépendance (en espagnol : Avenida Independencia) est une artère de circulation de l'agglomération de Santiago, capitale du Chili.

## Situation
Elle s'étend sur 8,2 km dans le nord de l'agglomération de Santiago. Elle commence au sud dans le prolongement du pont Padre-Hurtado au niveau du Mapocho, puis traverse les communes d'Independencia et de Conchalí vers le nord-ouest et se termine au niveau de l'autoroute Vespucio Norte Express.

## Histoire
Cette avenue était autrefois une variante de l'antique route de l'Inca, appelée Camino de Chile (« route du Chili »), principale voie de communication entre Santiago du Chili et le nord du pays. Lorsqu'au XVIIIe siècle, des maisons basses sont construites de chaque côté de La Cañadilla, elle devient la voie d'entrée de la ville dans une nouvelle zone urbaine au nord du Mapocho en plein développement. Le 13 février 1818, l'avancée de l'armée des Andes progresse à partir de l'emplacement actuel de la Plaza Chacabuco, marquant le début de la période de la Patria Nueva. Elle prend alors son nom d'avenue de l'Indépendance.
À partir des années 1950, le commerce fait son retour dans le quartier qui avait souffert d'un certain abandon dans les décennies précédentes.

## Sites et monuments

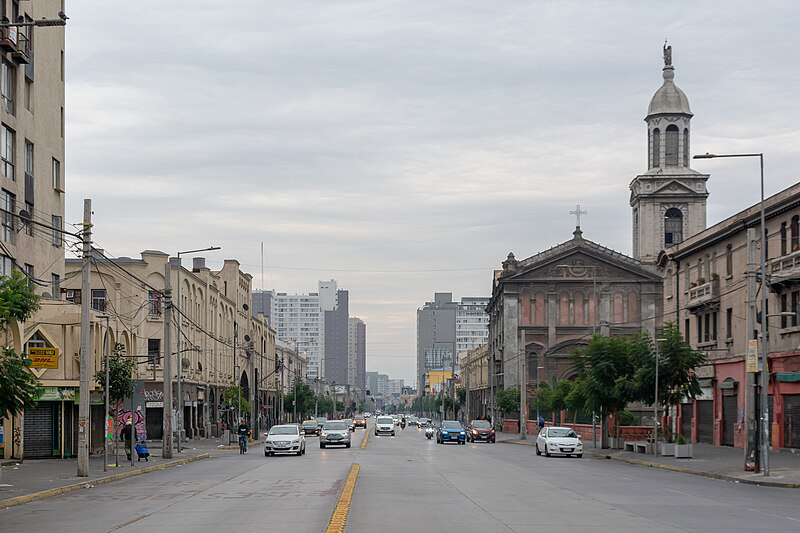
Avenue de l'Indépendance

L'ancien carmel Saint-Raphaël (1767) donne sur l'avenue au numéro 225. L'ensemble a été déclaré monument national en 1983.
Au numéro 565 (entre les rues Olivos et Echeverría) se trouve le grand centre commercial Barrio Independencia, inauguré le 6 septembre 2018, avec cinq niveaux, un hypermarché, un cinéma, des commerces, des restaurants et des bureaux.
Le siège de la municipalité d'Independencia se trouve à l'angle de l'avenue et de Nueva Colón dans un édifice inauguré en 2009, sur un terrain de plus de six mille mètres carrés.
Sur le côté est, entre la rue Santos Dumont et l'avenue Zañartu, se trouve la faculté de médecine de l'université du Chili et la chapelle des Filles de la Charité de saint Vincent de Paul, inscrite aux monuments historiques.
La Plaza Chacabuco est la place la plus importante de la commune d'Independencia. Elle borde l'avenue à l'ouest et se trouve entre les rues Santa Laura (nord) et Hipódromo Chile (sud). L'hippodrome du Chili est à proximité.
À partir de la rue Cañete, l'avenue se trouve sur la commune de Conchalí, dont la mairie est établie au numéro 3499. 

## Transports
La ligne 3 du métro de Santiago circule sous l'avenue qui est desservie par six stations.